# Зимові Олімпійські ігри 2006
XX зимові Олімпійські ігри  проводилися в Турині, столиці італійського регіону П'ємонт, з 10 по 26 лютого 2006. Це другі Зимові Олімпійські ігри в Італії, перші проводилися в Кортині Д'ампеццо у 1956. В іграх брало участь 2663 спортсмена (1627 чоловіків, 1006 жінок) з 84 країн, що розіграли між собою 84 комплекти медалей у 15 дисциплінах.
Олімпійські ігри були урочисто відкриті 10 лютого президентом Італії Карло Адзеліо Чампі. Олімпійську клятву від імені атлетів вимовив Джорджіо Рокка, від імені суддів — Фабіо Б'янкетті. Право запалити Олімпійський вогонь було надано італійській лижниці, олімпійській чемпіонці 1992 і 2002 Стефанії Бельмондо.

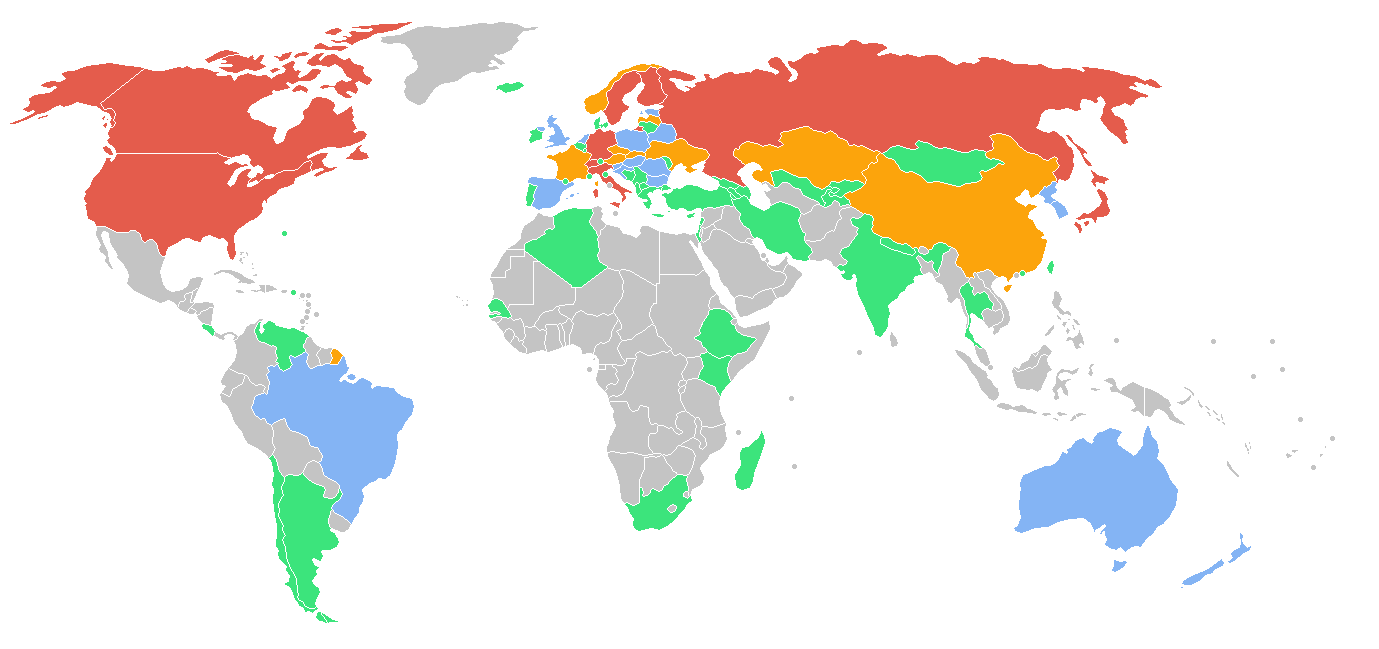
Країни учасниці Олімпіади

## Розклад змагань
| День                | 10 | 11 | 12 | 13 | 14 | 15 | 16 | 17 | 18 | 19 | 20 | 21 | 22 | 23 | 24 | 25 | 26 |
| ------------------- | -- | -- | -- | -- | -- | -- | -- | -- | -- | -- | -- | -- | -- | -- | -- | -- | -- |
| Церемонії           |    |    |    |    |    |    |    |    |    |    |    |    |    |    |    |    |    |
| Біатлон             |    |    |    |    |    |    |    |    |    |    |    |    |    |    |    |    |    |
| Бобслей             |    |    |    |    |    |    |    |    |    |    |    |    |    |    |    |    |    |
| Керлінг             |    |    |    |    |    |    |    |    |    |    |    |    |    |    |    |    |    |
| Хокей із шайбою     |    |    |    |    |    |    |    |    |    |    |    |    |    |    |    |    |    |
| Фігурне катання     |    |    |    |    |    |    |    |    |    |    |    |    |    |    |    |    |    |
| Лижні перегони      |    |    |    |    |    |    |    |    |    |    |    |    |    |    |    |    |    |
| Лижне двоборство    |    |    |    |    |    |    |    |    |    |    |    |    |    |    |    |    |    |
| Санний спорт        |    |    |    |    |    |    |    |    |    |    |    |    |    |    |    |    |    |
| Ковзанярський спорт |    |    |    |    |    |    |    |    |    |    |    |    |    |    |    |    |    |
| Шорт-трек           |    |    |    |    |    |    |    |    |    |    |    |    |    |    |    |    |    |
| Гірськолижний спорт |    |    |    |    |    |    |    |    |    |    |    |    |    |    |    |    |    |
| Фристайл            |    |    |    |    |    |    |    |    |    |    |    |    |    |    |    |    |    |
| Стрибки з трампліна |    |    |    |    |    |    |    |    |    |    |    |    |    |    |    |    |    |
| Скелетон            |    |    |    |    |    |    |    |    |    |    |    |    |    |    |    |    |    |
| Сноубординг         |    |    |    |    |    |    |    |    |    |    |    |    |    |    |    |    |    |
| День                | 10 | 11 | 12 | 13 | 14 | 15 | 16 | 17 | 18 | 19 | 20 | 21 | 22 | 23 | 24 | 25 | 26 |

## Учасники
| - Албанія (1) - Алжир (2) - Андорра (3) - Аргентина (9) - Вірменія (5) - Австралія (40) - Австрія (85) - Азербайджан (2) - Білорусь (28) - Бельгія (4) - Бермуди (1) - Боснія і Герцеговина (6) - Бразилія (10) - Болгарія (21) - Канада (196) - Чилі (9) - Китай (76) - Коста-Рика (1) - Хорватія (24) - Кіпр (1) - Чехія (85) - Данія (5) - Естонія (26) - Ефіопія (1) - Фінляндія (102) - Франція (89) - Північна Македонія (3) - Грузія (3) - Німеччина (164) - Велика Британія (40) - Греція (5) - Гонконг (1) - Угорщина (20) - Ісландія (5) - Індія (4) - Іран (2) - Ірландія (4) - Ізраїль (5) - Італія (184) - Японія (112) - Казахстан (56) - Кенія (1) - Північна Корея (6) - Південна Корея (40) - Киргизстан (1) - Латвія (58) - Ліван (3) - Ліхтенштейн (6) - Литва (7) - Люксембург (1) - Мадагаскар (1) - Молдова (7) - Монако (4) - Монголія (2) - Непал (1) - Нідерланди (35) - Нова Зеландія (18) - Норвегія (81) - Польща (48) - Португалія (1) - Румунія (25) - Росія (178) - Сан-Марино (1) - Сенегал (1) - Сербія і Чорногорія (6) - Словаччина (62) - Словенія (42) - ПАР (3) - Іспанія (16) - Швеція (112) - Швейцарія (143) - Китайський Тайбей (1) - Таджикистан (1) - Таїланд (1) - Туреччина (6) - Україна (53) - США (211) - Американські Віргінські Острови (1) - Узбекистан (4) - Венесуела (1) |

## Медальний залік
Топ-10 неофіційного національного медального заліку:
Легенда
      Країна-організатор Ігор
| №  | Країна         | Золото | Срібло | Бронза | Усього |
| 1  | Німеччина      | 11     | 12     | 6      | 29     |
| 2  | США            | 9      | 9      | 7      | 25     |
| 3  | Австрія        | 9      | 7      | 7      | 23     |
| 4  | Росія          | 8      | 6      | 8      | 22     |
| 5  | Канада         | 7      | 10     | 7      | 24     |
| 6  | Швеція         | 7      | 2      | 5      | 14     |
| 7  | Південна Корея | 6      | 3      | 2      | 11     |
| 8  | Швейцарія      | 5      | 4      | 5      | 14     |
| 9  | Італія         | 5      | 0      | 6      | 11     |
| 10 | Франція        | 3      | 2      | 4      | 9      |
| 10 | Нідерланди     | 3      | 2      | 4      | 9      |

## Витрати Італії на проведення Зимових Олімпійських ігор 2006
За даними ради міжнародних відносин США, офіційний бюджет Зимових Олімпійських ігор 2006 становить 5.3 мільярди доларів США.